# Café François
le Café François (ukrainien : Кафе Франсуа) était une célèbre chaine de cafés de Kiev aux XIXe siècle et au XXe siècle.

## Histoire
Le réseau a été fondé par un Polonais (selon d'autres sources, un Tchèque) Franciszek Golombek. La première institution de la chaîne était un café - un magasin de bonbons, situé au coin des rues Volodymyrska et Fundukleivska (uk), en face de l'Opéra. Le café était réputé pour servir des beignets chauds, des favorkas (bugnes locaux), des marrons glacés (marons écrasés au sirop et glacés), des gros fruits en sucre (melons, ananas, etc.), des glaces et du bon café à un prix beaucoup plus abordable que chez les concurrents
Au fil du temps, ils ont ajouté une usine de confiserie sur Zhylianska (qui a commencé à fonctionner en 1874), ainsi que des cafés à l’angle de Fundukleevskaya et Krechtchatyk et sur la Doumskaïa Plochtchad.
En 1900, le bâtiment dans lequel se trouvait le premier café François a été reconstruit par Golombek en hôtel. Mais le café a survécu et a continué à fonctionner.
Parmi les visiteurs célèbres des cafés se trouvaient les écrivains Mikhaïl Boulgakov, Korneï Tchoukovski et Teffi, ou bien Irène Némirovsky enfant.
En 2012 à Kryvyï Rih a été fondé un réseau de cafés-boulangeries France.ua. En 2016, il comprenait 130 établissements dans toute l’Ukraine, dont plusieurs à Kiev. Cependant, il n’a rien en commun avec le réseau des XIXe – XXe siècles.

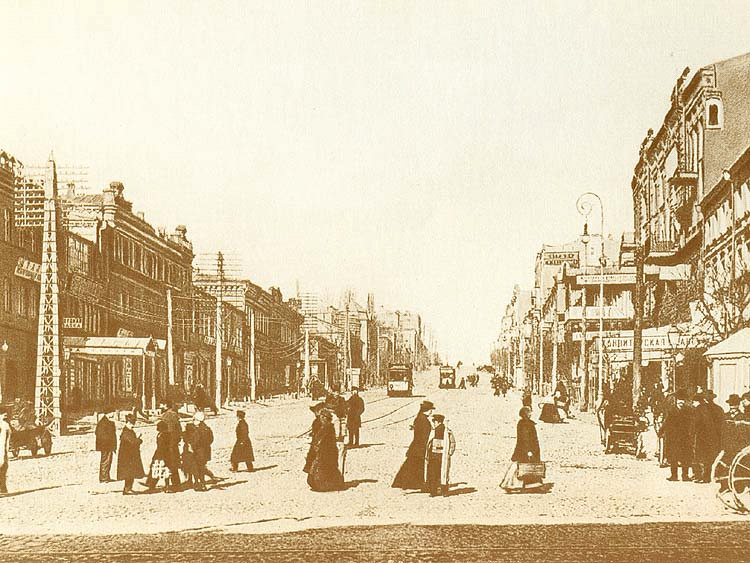
Vue générale de la rue Fundukleevskaya. Sur le côté droit il y a un café François